# Kogellook
Kogellook (Allium sphaerocephalon) is een plant uit de narcisfamilie. In Nederland wordt de soort als sierplant en voor droogboeketten gebruikt en kan een enkele keer verwilderen. 

## Kenmerken
Kogellook bloeit in juni tot en met augustus en wordt 20 - 80 cm hoog. De ronde en fijn geribde stengels dragen 2 tot 6 bladeren die lijnvormig, halfrond, hol en aan de bovenzijde gegroefd zijn en korter dan de stengels. De bloeischede is kort toegespitst, valt niet af en is korter dan de bol- tot eivormige bloeiwijze die uitsluitend roze tot donker purperkleurige bloemen draagt. De binnenste helmdraden zijn driedelig en alle meeldraden steken ver boven het bloemdek uit. De nevenbollen zijn gesteeld, deels naar boven tegen de stengels aangedrukt en omgeven door de bladscheden.

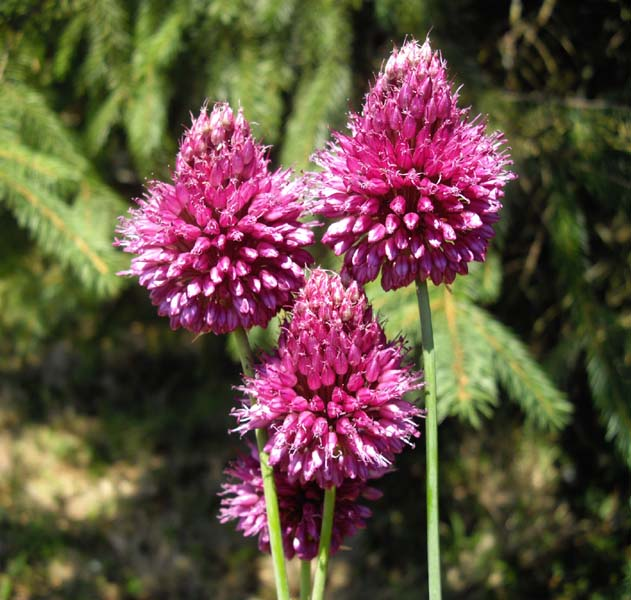
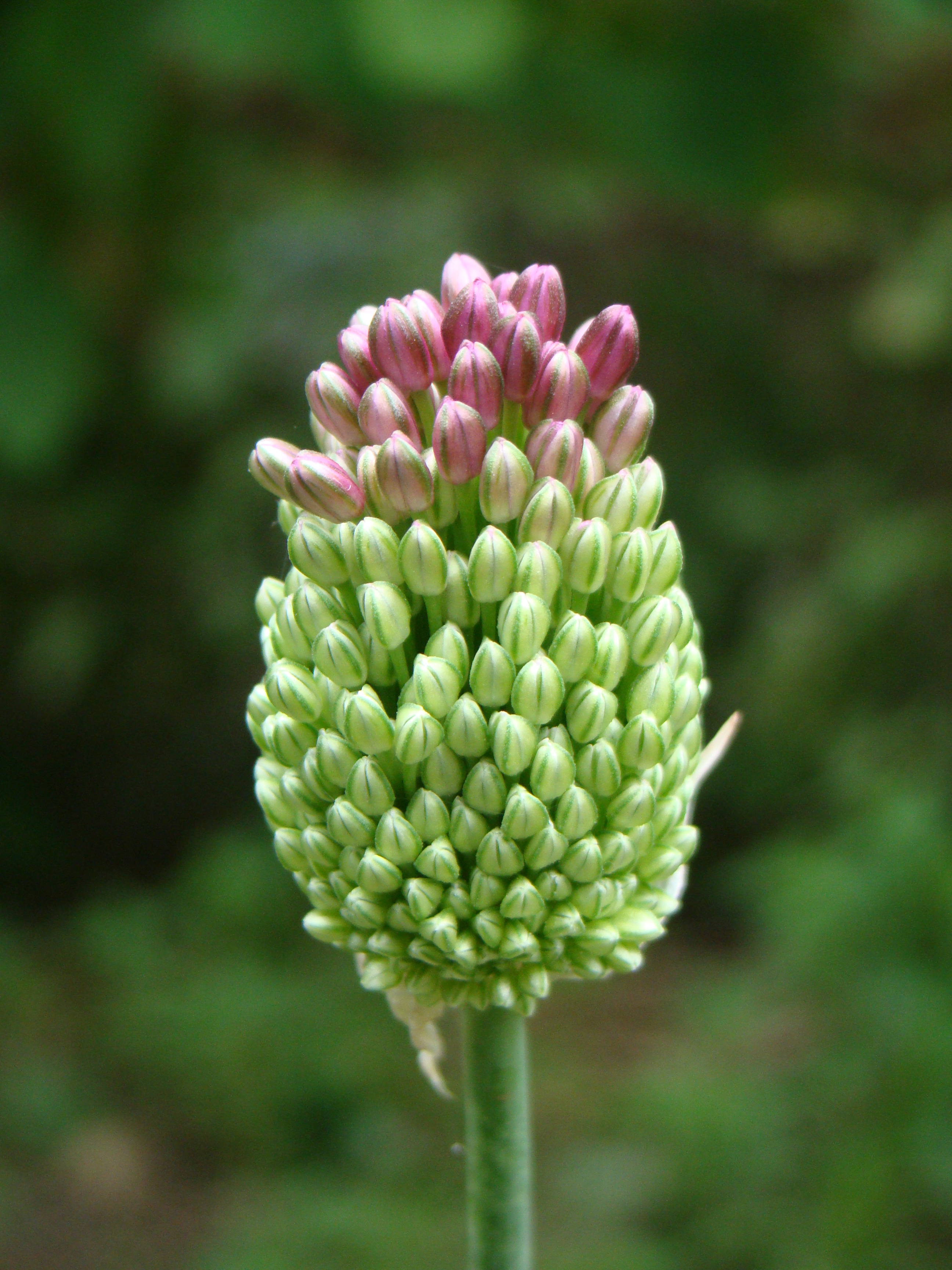
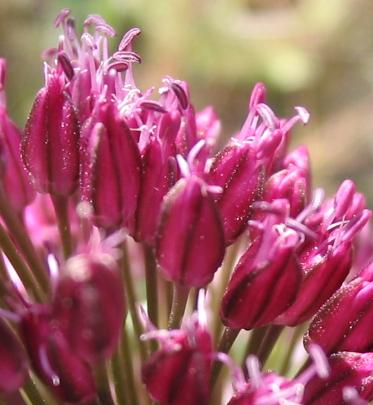
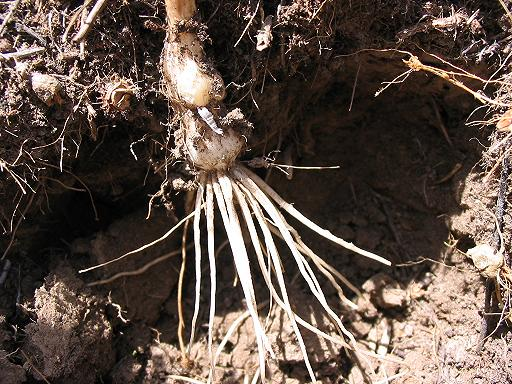

## Verspreiding (geografisch)
Het Europese deel van het verspreidingsgebied reikt noordelijk tot in België.

## Groeiplaats
Kogellook staat op open, zonnige en warme, vrij droge tot droge, ± stikstofarme, basen- en kalkrijke krijt- en zandgrond. Hij groeit in kalkgraslanden en op geëxponeerde kalkrotsen, op grazige en beboste heuvels, in steppen en struwelen, in korenvelden, wijngaarden en in de zeeduinen.